# 艾米·亨尼格
艾米·亨尼格（Amy Hennig，1964年8月19日—）是一名美国游戏编剧，作品包括《凯恩的遗产》系列、《杰克与达斯特》系列、《神秘海域系列》。

## 生平
艾米·亨尼格毕业于加州大学伯克利分校，获英语文学学士学位，毕业后曾打算进入电影界，但在雅达利开发游戏《ElectroCop》时发现自己还是对电子游戏更感兴趣，于是转而开发游戏，1980年代进入电子游戏业，早期作品大多在任天堂娱乐系统做动画师时完成，后先后在电子艺界、顽皮狗、维瑟罗游戏、Skydance Media工作。